# Улица Крылова (Тверь)
Улица Крыло́ва (Пя́тницкая, Секрета́рская, Во́льная) — улица в Центральном районе города Твери, проходит от улицы Андрея Дементьева до восточной части Советской.

## Расположение
Начинается от улицы Андрея Дементьева, продолжается на восток. Пересекает улицы Салтыкова-Щедрина и Татарский переулок. Заканчивается, примыкая к Советской.

## История
Улица была проведена в 1760-х годах по первому регулярному плану в составе предместья. Изначально улица носила название «Пятницкая», в память о деревянном храме Параскевы Пятницы в начале улицы, снесённом в начале XVIII века. Застраивалась малоэтажными деревянными и полудеревянными жилыми домами, которые в течение XIX века постепенно заменялись на каменные. В тот период здесь селились главным образом чиновники, поэтому в середине XIX века улица стала называться Секретарской. В 1919 году Секретарская улица была переименована в Вольную. В 1927 году здесь был построен один из первых советских многоквартирных жилых домов.
В 1944 году Вольная была переименована в улицу Крылова, в связи со 100-летием со дня смерти писателя.
В конце 1970-х гг. в связи со строительством гостиницы «Тверской» (см. Смоленский пер.) снесена застройка чётной стороны последнего квартала. В середине 2000-х годов были снесены дома № 7, имевший статус памятника архитектуры, и № 16.

## Здания и сооружения

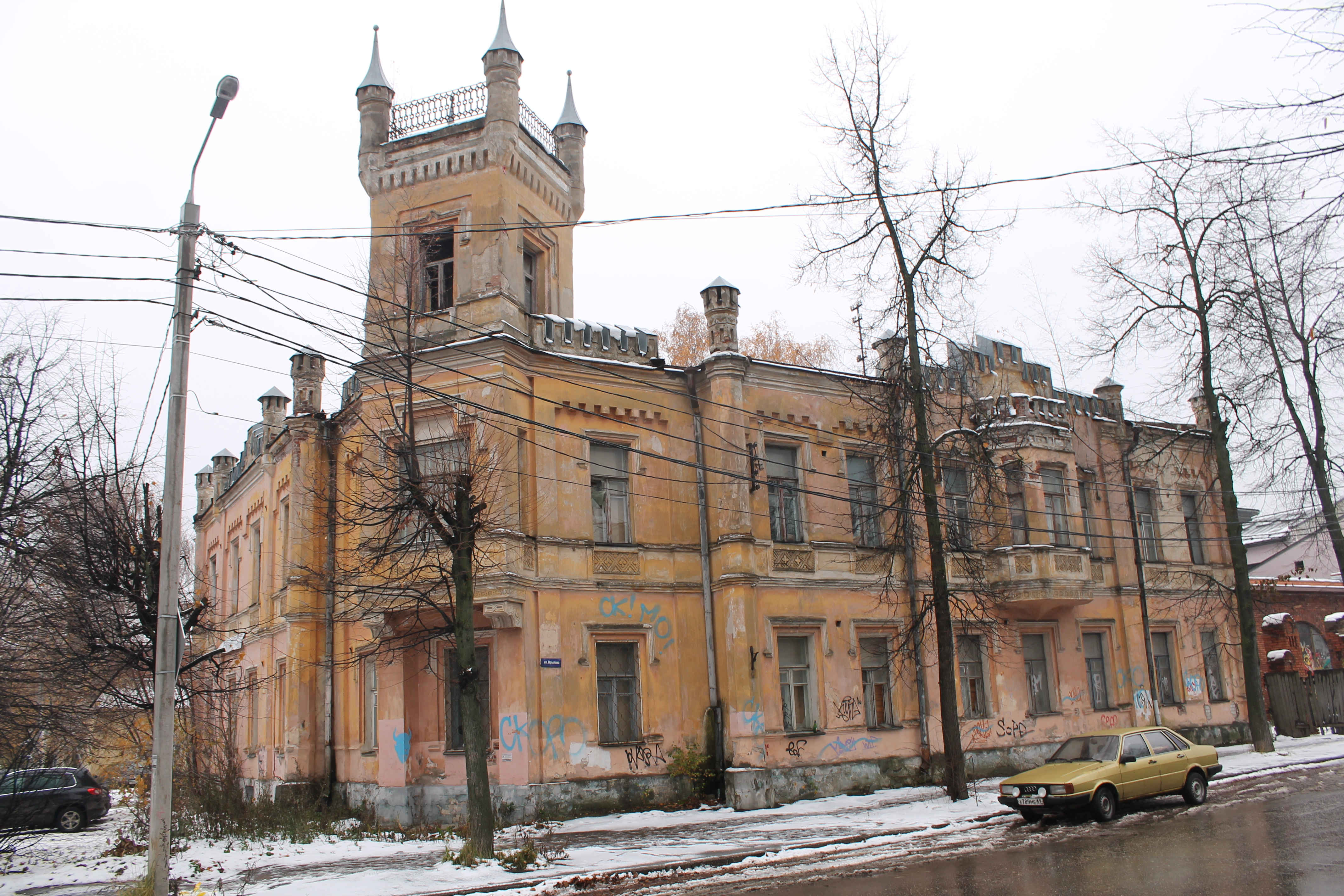
Здание Аваевской богадельни (до ремонта)

Здания и сооружения улицы, являющиеся объектами культурного наследия:
- Дом 5, 12,13, 14, 17, 21, 22, 23, 26, 28 — памятники архитектуры с названием «Дом жилой»;
- Дом 18 — Здание училища;
- Дом 20 — Аваевская богадельня;
- Дом 27 — Флигель жилой.